# Liste des compétitions automobiles aux États-Unis et au Canada
 (juin 2021).
La liste suivante recense les différents championnats automobiles se déroulant aux États-Unis et au Canada. La particularité du sport américain, est que les championnats sont bien souvent communs aux deux pays.  
| Monoplace            |                                                      |           |                             |                           |                                       |
| IndyCar              | Championnat américain IndyCar Series                 | 1905-...  | Josef Newgarden             | Chevrolet                 | A. J. Foyt (7)                        |
| Formule Atlantic     | Atlantic Championship                                | 1974-...  | Peter Portante              | Dallara                   |                                       |
| Indy Lights          | Indy Lights Series                                   | 1986-...  | Kyle Kaiser                 | Dallara IL-15             |                                       |
| Formule Mazda        | Pro Mazda Championship                               | 1991–...  | Aaron Telitz                | Tatuus-Mazda              |                                       |
| Formule Ford         | US F2000 National Championship                       | 1990–...  | Oliver Askew                | Tatuus-Mazda              |                                       |
| Formule 3            | Championnat des États-Unis de Formule 3              | 2000-2001 | Luciano Gomide              | Dallara F399              |                                       |
| Voiture de sport     |                                                      |           |                             |                           |                                       |
| Sport-prototypes     | United States Road Racing Championship               | 1963-1968 | Mark Donohue                | Frisbee-Chevrolet         | Mark Donohue (2)                      |
| Sport-prototypes     | CanAm                                                | 1966-1986 | Horst Kroll                 | Frisbee-Chevrolet         | Bruce McLaren (2) Denny Hulme (2)     |
| Sport-prototypes     | Championnat IMSA GT                                  | 1971-1998 | Butch Leitzinger            | Ferrari                   | Peter Gregg (5)                       |
| Sport-prototypes     | American Le Mans Series                              | 1999-2013 | Klaus Graf Lucas Luhr       | HPD ARX-03                | Allan McNish (3)                      |
| Sport-prototypes     | Rolex Sports Car Series                              | 2000-2013 | Max Angelelli Jordan Taylor | Dallara-Chevrolet         | Scott Pruett (4)                      |
| Sport-prototypes     | United SportsCar Championship                        | 2014-...  | Jordan Taylor Ricky Taylor  | Cadillac DPi-V.R          |                                       |
| Grand tourisme       | Trans-Am Series                                      | 1990-...  | Doug Peterson               | Chevrolet Corvette        | Tommy Kendall (4)                     |
| Tourisme             |                                                      |           |                             |                           |                                       |
| NASCAR               | Sprint Cup Series                                    | 1949-...  | Kevin Harvick               | Chevrolet                 | Richard Petty (7) Dale Earnhardt (7)  |
| NASCAR               | Xfinity Series                                       | 1982-...  | Chase Elliott               | Chevrolet                 |                                       |
| NASCAR               | Camping World Truck Series                           | 1993-...  | Matt Crafton                | Ferrari                   | Ron Hornaday, Jr. (4)                 |
| NASCAR               | NASCAR Canadian Tire                                 | 2007-...  | Louis-Philippe Dumoulin     | Dodge                     | Scott Steckly (3)                     |
| CASCAR               | CASCAR Super Series                                  | 1998-2006 | J.R. Fitzpatrick            |                           | Don Thomson, Jr. (5)                  |
| Voitures de tourisme | Championnat du Canada des voitures de tourisme       | 2007-...  | Roger Ledoux                |                           | Nick Wittmer (2)                      |
| Stock-car            | American Canadian Tour                               | 2013-...  | Joey Polewarczyk, Jr.       |                           | Jean-Paul Cyr (7)                     |
| Rallye               |                                                      |           |                             |                           |                                       |
| Groupe A             | Championnat des Rallyes Canadiens                    | 1957-...  | Antoine L'Estage            | Mitsubishi (Lancer Evo X) | Antoine L'Estage (7)                  |
| Groupe A             | Championnat des États-Unis des rallyes SCCA ProRally | 1973-2004 | Patrick Richard             |                           | John Buffum (11)                      |
| Groupe A             | Championnat des États-Unis des rallyes Rally America | 2005-...  | David Higgins               | Subaru Impreza WRX STI    | David Higgins (4) Travis Pastrana (4) |

## Course unique
| Catégorie        | Epreuve                              | Années   | Vainqueur en titre                                   | Voiture           | Plus titré(s)                              |
| ---------------- | ------------------------------------ | -------- | ---------------------------------------------------- | ----------------- | ------------------------------------------ |
| Formule 1        | Grand Prix automobile des États-Unis | 1908-... | Lewis Hamilton                                       | Mercedes W05      | Michael Schumacher (5)                     |
| Formule 1        | Grand Prix automobile du Canada      | 1961-... | Lewis Hamilton                                       | Mercedes W06      | Michael Schumacher (7)                     |
| IndyCar          | 500 miles d'Indianapolis             | 1911-... | Takuma Satō                                          | Dallara-Chevrolet | A. J. Foyt (4) Al Unser (4) Rick Mears (4) |
| Sport-prototypes | 24 Heures de Daytona                 | 1962-... | Max Angelelli Jeff Gordon Jordan Taylor Ricky Taylor | Cadillac DPi-V.R  | Hurley Haywood (5) Scott Pruett (5)        |